# Mialitiana Clerc
Mialitiana „Mia“ Clerc (* 16. November 2001 in Ambohitrimanjaka, Ambohidratrimo) ist eine madagassisch-französische Skirennläuferin. Sie startet überwiegend in den technischen Disziplinen Riesenslalom und Slalom und vertrat ihr Herkunftsland bei den Olympischen Winterspielen 2018 in Pyeongchang.

## Biografie
Mialitiana wurde nahe der Hauptstadt Madagaskars Antananarivo geboren, wo sie zunächst mit fünf älteren Brüdern und zwei Schwestern lebte. Im Alter von eineinhalb Jahren wurden sie und eine ihrer Schwestern von einem französischen Ehepaar adoptiert. Sie wuchs daraufhin in einer sportbegeisterten Familie im Département Haute-Savoie auf und stand mit drei Jahren erstmals auf Skiern. Mit neun bestritt sie ihre ersten Rennen und startet mittlerweile für den Skiclub Magland. Während sie nach wie vor den Kontakt zu ihrer biologischen Familie hegt, nimmt sie Fernunterricht am nationalen französischen Zentrum für Fernbildung (CNED).
Im Hinblick auf eine Teilnahme an den Olympischen Winterspielen 2018 in Pyeongchang reiste sie im Juni 2017 nach Madagaskar, um ihren Pass zu erneuern.
In der Folge bestritt sie mehrere Rennen in Südafrika, in denen sie durchgehend Platzierungen unter den besten zehn belegte. Bereits im August erreichte sie mit einem zweiten Rang in einem FIS-Rennen die zur Olympiaqualifikation nötigen FIS-Punkte.
Nach ansprechenden Ergebnissen im South American Cup gab Clerc am 19. Dezember 2017 im Riesenslalom von Courchevel ihr Weltcup-Debüt. Bei den Spielen in Südkorea vertrat sie ihr Land dann als erst zweite Athletin im alpinen Skisport – nach Mathieu Razanakolona in Turin 2006 – und belegte die Ränge 47 und 48 in Slalom und Riesenslalom.
Am 13. August 2019 gewann Clerc als zweite afrikanische Skirennläuferin nach Sabrina Simader ein FIS-Rennen. Sie gewann den Riesenslalom in El Bolsón.

## Erfolge

### Olympische Spiele
- Pyeongchang 2018: 47. Slalom, 48. Riesenslalom

### Weltmeisterschaften
- Åre 2019: 40. Slalom, 50. Riesenslalom
- Méribel 2023: 39. Riesenslalom, 41. Slalom
- Saalbach-Hinterglemm 2025: 46. Riesenslalom

### South American Cup
- Saison 2018: 3. Gesamtwertung, 4. Riesenslalomwertung, 7. Slalomwertung, 9. Super-G-Wertung, 10. Abfahrtswertung[A 1]
- Saison 2019: 2. Gesamtwertung, 1. Slalomwertung, 2. Riesenslalomwertung, 2. Kombinationswertung, 3. Abfahrtswertung, 3. Super-G-Wertung
- 14 Podestplätze, davon 3 Siege:

| Datum           | Ort            | Land        | Disziplin    |
| --------------- | -------------- | ----------- | ------------ |
| 5. August 2019  | Cerro Catedral | Argentinien | Riesenslalom |
| 8. August 2019  | Cerro Catedral | Argentinien | Slalom       |
| 12. August 2019 | El Bolsón      | Argentinien | Slalom       |

1. ↑  Die Rennen des South American Cup werden jährlich im August und September (Südwinter) ausgetragen und bereits der kommenden, internationalen Saison zugerechnet.

### Weitere Erfolge
- 3 Podestplatz bei FIS-Rennen, davon 1 Sieg